# Ben von Rönne
Ben von Rönne (* 8. November 1979 in Hanau als Benjamin Braeunlich), auch Benjamin Zakrisson-Braeunlich, ist ein deutscher Drehbuchautor.

## Laufbahn
Von Rönne studierte von 2002 bis 2005 Filmwissenschaft mit Schwerpunkt Drehbuch an der Internationalen Filmschule Köln. Zuvor hatte er Schiffbau und Meerestechnik in Bremen studiert. Er wird von der Literatur- und Medienagentur Marcel Hartges in München vertreten und arbeitet seit dem Abschluss seines Studiums als Drehbuchautor und Showrunner für Fernseh- und Filmproduktionen in Deutschland und den USA sowie als Berater, Producer und Dramaturg.
Er schrieb das Drehbuch zu dem Fernsehfilm Toter Winkel, der nominiert wurde für den Fernsehpreis Emmy (USA), den Banff Media Award (Kanada) für den besten Internationalen Fernsehfilm sowie den Civis – Europas Medienpreis für Integration für den besten fiktionalen Film. Der Film gewann den Preis für den besten dramatischen Film beim WorldFest-Houston International Film Festival.
Von Rönne schrieb die Drehbücher für mehrere Filme der ARD-Reihe Tatort. Er war Headautor der ersten Staffel der ZDF-Serie Professor T. und schrieb die drei Teile der Fernsehreihe Matula mit Claus Theo Gärtner. Er veröffentlichte das Hörspiel „Ohne Ende“ aus der Essayreihe Artikel X auf Fyeo, das in Zusammenarbeit mit seiner damaligen Frau Ronja von Rönne entstand. 2020 schrieb er die ZDF-Miniserie „Im Netz der Camorra“, bei dem Tobias Moretti und dessen Tochter Antonia Moretti die Hauptrollen übernahmen.
Von 1997 bis 1998 lebte er in Wellington (Neuseeland), von 2000 bis 2001 in Bergen (Norwegen) und von 2007 bis 2012 in Stockholm (Schweden). 2012 zog er mit seiner Tochter nach Berlin. Seit 2023 lebt er in Lissabon.
Er war von September 2020 bis Juni 2023 mit Ronja von Rönne verheiratet. 2023 ließ sich das Paar scheiden.

## Filmografie
- 2005: Kurfrieden (Kurzfilm)
- 2007: ORIENTierungslos (Kurzfilm)
- 2015: Tatort: Schwerelos
- 2016: Tatort: Echolot
- 2017: Professor T. (4 Episoden)
- 2017: Matula
- 2017: Toter Winkel
- 2018: Tatort: Borowski und das Land zwischen den Meeren
- 2018: Matula – Der Schatten des Berges
- 2019: Matula – Tod auf Mallorca
- 2020: Tatort: Die Ferien des Monsieur Murot
- 2021: Im Netz der Camorra
- 2021: Ein Hauch von Amerika

## Auszeichnungen
- 2005: Boje-Buch Drehbuchpreis für Grenzland
- 2005: Sehsüchte Drehbuchpreis für Grenzland
- 2018: Nominierung bester Spielfilm Int. Emmy Awards NY für Toter Winkel
- 2018: Nominierung bester Spielfilm Banff Film Festival für Toter Winkel
- 2018: Gewinner bester Spielfilm Houston Film Festival für Toter Winkel